# Hans-Ulrich Thamer
Hans-Ulrich Thamer (* 1. Januar 1943 in Rotenburg an der Fulda) ist ein deutscher Historiker.

## Leben und Werk
Hans-Ulrich Thamer studierte nach dem Abitur an der Jakob-Grimm-Schule in Rotenburg 1962 Geschichte, Klassische Philologie und Politikwissenschaft an der Universität Marburg und der Freien Universität Berlin. Nach dem Staatsexamen 1968 wurde er 1971 bei Ernst Nolte in Marburg mit der Dissertation Revolution und Reaktion in der französischen Sozialkritik des 18. Jahrhunderts. Linguet, Mably, Babeuf zum Dr. phil. promoviert. 1980 erfolgte seine Habilitation bei Michael Stürmer am Institut für Geschichte der Universität Erlangen-Nürnberg über die Sozial- und Ideengeschichte des französischen Frühsozialismus.
Von 1983 bis zu seiner Emeritierung 2011 lehrte er als ordentlicher Professor (C-4) für Neuere und Neueste Geschichte an der Westfälischen Wilhelms-Universität Münster. Seit seiner Emeritierung ist Thamer als Seniorprofessor an der Westfälischen Wilhelms-Universität tätig. Zu seinen Schülern gehören u. a. Frank Becker, Jan Nikolas Dicke, Ewald Frie, Thomas Großbölting, Peter Hoeres, Markus Köster, Armin Owzar, Rudolf Schlögl, Michael Wedekind, Gisela Weiß und Alexandra-Eileen Wenck. Seit 1991 ist Thamer darüber hinaus ordentliches Mitglied der Historischen Kommission für Westfalen. Er kuratierte zusammen mit Simone Erpel und Klaus-Jürgen Sembach die Ausstellung Hitler und die Deutschen. Volksgemeinschaft und Verbrechen, die von Oktober 2010 bis Februar 2011 im Deutschen Historischen Museum in Berlin stattfand.
Sein Standardwerk Verführung und Gewalt. Deutschland 1933–1945 erschien 1986 und damit zur selben Zeit des so genannten Historikerstreits, der durch die Thesen von Thamers Doktorvater Ernst Nolte ausgelöst worden war. Thamers Werk wurde allerdings von Rudolf Augstein und Julius H. Schoeps positiv rezensiert, weshalb eine Involvierung Thamers in die aufgehitzten Debatten ausblieb. Er habe, so Augstein, eine „ausgewogene und verständliche Geschichte des Dritten Reiches vorgelegt.“ Thamer gab 2002 die Festschrift für seinen akademischen Lehrer Ernst Nolte zu dessen 70. Geburtstag heraus.
Thamers Forschungsschwerpunkte sind der Nationalsozialismus und der europäische Faschismus, die Französische Revolution, die Ideen- und Sozialgeschichte Frankreichs im 18. und 19. Jahrhundert und die Kulturgeschichte von Sammlungen, Ausstellungen und Museen.

## Schriften (Auswahl)
Als Autor:
- Revolution und Reaktion in der französischen Sozialkritik des 18. Jahrhunderts: Linguet, Mably, Babeuf. Akademische Verlagsgesellschaft, Frankfurt am Main 1973, ISBN 3-7997-0217-2 (Zugl.: Marburg, Univ., Diss., 1971).
- mit Wolfgang Wippermann: Faschistische und neofaschistische Bewegungen. Probleme empirischer Faschismusforschung. Wissenschaftliche Buchgesellschaft, Darmstadt 1977, ISBN 3-534-06754-1.
- Zunftideal und Zukunftsstaat. Zur Ideen- und Sozialgeschichte des Frühsozialismus in Frankreich und Deutschland (Erlangen, Univ., Habil.-Schr., 1980).
- Verführung und Gewalt: Deutschland 1933–1945. Siedler, Berlin 1986; Taschenbuchausgabe: Goldmann, München 1998, ISBN 3-442-75528-X.
- Der Nationalsozialismus. Reclam, Stuttgart 2002, ISBN 3-15-017037-0.
- Die Französische Revolution (= Beck’sche Reihe. Bd. 2347, C. H. Beck Wissen). Beck, München 2004; 6., aktual. Ausgabe 2023, ISBN 978-3-406-80190-7.
- Die Französische Revolution. Freiheit, Gleichheit, Brüderlichkeit. Illustrationen von Michael Welply. Gerstenberg, Hildesheim 2007, ISBN 978-3-8067-4868-0.
- Die Völkerschlacht bei Leipzig. Europas Kampf gegen Napoleon (= Beck’sche Reihe. Bd. 2774, C. H. Beck Wissen). Beck, München 2013, ISBN 978-3-406-64610-2.
- Der Erste Weltkrieg. Europa zwischen Euphorie und Elend. Weltbild, Augsburg 2013, ISBN 978-3-8289-4535-7.
- Berlin im Dritten Reich. Herrschaft und Alltag unter dem Hakenkreuz. Elsengold Verlag, Berlin 2014, ISBN 978-3-944594-17-0.
- Kunst sammeln. Eine Geschichte von Leidenschaft und Macht. Philipp von Zabern, Darmstadt 2015, ISBN 978-3-8053-4915-4.
- mit Barbara Schäche: Alltag in Berlin – Das 20. Jahrhundert. Elsengold Verlag, Berlin 2016, ISBN 978-3-944594-55-2.
- Adolf Hitler. Biographie eines Diktators. Beck, München 2018, ISBN 978-3-406-71375-0.
- Die NSDAP. Von der Gründung bis zum Ende des Dritten Reiches. Beck, München 2020, ISBN 978-3-406-75025-0.[5]
- Zweite Karrieren. NS-Eliten im Nachkriegsdeutschland. Bebra-Verlag, Berlin 2024, ISBN 978-3-89809-250-0.

Herausgeberschaften
- mit Thomas Nipperdey, Anselm Doering-Manteuffel: Weltbürgerkrieg der Ideologien. Antworten an Ernst Nolte. Festschrift zum 70. Geburtstag. Propyläen, Berlin 1993, ISBN 3-549-05326-6.
- Bürgertum und Kunst in der Neuzeit. Böhlau, Köln 2002, ISBN 3-412-08201-5.
- mit Franz-Werner Kersting, Jürgen Reulecke: Die zweite Gründung der Bundesrepublik. Generationswechsel und intellektuelle Wortergreifungen 1955–1975 (= Nassauer Gespräche der Freiherr-vom-Stein-Gesellschaft. Bd. 8). Franz Steiner Verlag, Stuttgart 2010, ISBN 978-3-515-09440-5.
- mit Walter Demel: Entstehung der Moderne 1700 bis 1914 (= WBG Weltgeschichte. Eine globale Geschichte von den Anfängen bis ins 21. Jahrhundert. Bd. 5). Wissenschaftliche Buchgesellschaft, Darmstadt 2010, ISBN 978-3-534-20108-2.
- Globalisierung 1880 bis heute (= WBG Weltgeschichte. Eine globale Geschichte von den Anfängen bis ins 21. Jahrhundert. Bd. 6). Wissenschaftliche Buchgesellschaft, Darmstadt 2010, ISBN 978-3-534-20109-9.
- mit Simone Erpel: Hitler und die Deutschen. Volksgemeinschaft und Verbrechen. Sandstein, Dresden 2010, ISBN 978-3-942422-14-7.
- mit Daniel Droste, Sabine Happ: Die Universität Münster im Nationalsozialismus. Kontinuitäten und Brüche zwischen 1920 und 1960. 2 Bände. Aschendorff, Münster 2012, ISBN 978-3-402-15884-5.